# Skärshult
Skärshult är en by i Växjö kommun, belägen fem kilometer väster om Lammhult i norra änden på Kronobergs län i Småland. 
Området är en typisk Småländsk jordbruksbygd, med blandning av skog, åker och sjö. Antalet innevånare är (2011) 20 stycken av vilka cirka hälften är barn under 18 år.